# Охитланский чинантекский язык
Охитланский чинантекский язык (Chinantec, Comaltepec, Chinanteco de San Lucas Ojitlán, Chinanteco del norte, Ojitlán Chinantec) — один из основных языков чинантекской семьи, на котором говорят в муниципалитетах Идальготитлан и Минатитлан штата Веракрус, а также в 14 деревнях и 4 городах округа Сан-Лукас-Охитлан штата Оахака в Мексике. Большинство говорящих переселились в другие места по причине затопления своих земель в 1991 году.